# Gender Question
Gender Question je hudební skupina z Třebíče, která má své základy v rocku. Obsah tvorby je velice rozmanitý, protože se prolíná mezi různými žánry. Kapela svůj žánr označuje jako skoropunk.
Kapela Gender Question hraje v sestavě.
- Zbyněk Nestrojil – zpěv
- Tomáš Pacal – kytara
- Petr Jonáš – kytara
- Václav Čudka – baskytara
- Daniel Chalupa – bicí

Stěžejním prvkem kapely jsou texty, založené na určité dávce recese, které píše frontman Zbyněk Nestrojil.
Po půl roce fungování kapela získala ocenění Nejlepší autorská kapela Vysočiny 2019.

## Diskografie
- Chocolate – singl (2020)
- Sníh – singl (2020)
- Dvě holky (2021)
- Ananas (2021)